# انپینگ
انپینگ (به لاتین: Enping) یک county-level city در جمهوری خلق چین است که در ژیانگمن واقع شده‌است.